# Jordi Pujol i Soley
Jordi Pujol i Soley (Barcelona, 9 juni 1930) is een Catalaans politicus. Hij was de eerste verkozen president van Catalonië, nadat Spanje in 1978 weer een democratische grondwet gekregen had. 
Hij studeerde geneeskunde aan de Universiteit van Barcelona. Al van op zijn zestiende levensjaar was hij actief in de weerstand tegen de franquistische dictatuur en militeerde in verschillende katholieke groeperingen. In 1960 werd hij gearresteerd en tot zeven jaar gevangenisstraf veroordeeld. Na drie en een half jaar kwam hij vrij. Hij werd voorzitter van de Banca Catalana. 
In  1971 was hij medeoprichter van de Catalaanse Raad, een brede organisatie die alle anti-franquistische verzetsbewegingen van rechts tot uiterst links verenigde. In 1974, kort voor het overlijden van Franco, richtte hij samen met enige medestanders de politieke partij Convergència Democràtica de Catalunya op. Die partij vormde een kartel en vanaf 2001 een federatie met de Unió Democràtica de Catalunya tot Convergència i Unió. Hij werd in 1980 tot president verkozen en zes keer opnieuw verkozen. Hij volgde op Josep Tarradellas i Joan, die eerst president in ballingschap was en vanaf 1977 «voorlopige» president, in afwachting van een nieuwe democratische grondwet en verkiezingen.
Jordí Pujol was de eerste democratisch verkozen president van het hedendaagse Catalonië. Gedurende zijn lange mandaat heeft hij onmiskenbaar zijn stempel op zijn land gedrukt, binnenlands zorgde hij voor stabiliteit en in het buitenland zorgde hij voor erkenning voor zijn regio. Hij kreeg wereldwijd tientallen onderscheidingen en eretitels voor zijn werk voor de democratie. In België kreeg hij het Grootkruis in de Kroonorde en in Frankrijk het Legioen van Eer.
Zolang hij als politicus actief was, heeft hij steeds voorzichtig gestreefd naar onderhandelde oplossingen met de centrale regering in Madrid.  Binnen de Catalanistische beweging blijft hij een grijze eminentie. In 2012, aan de vooravond van de grote betoging voor een Catalaanse staat, op initiatief van de Assemblea Nacional Catalana heeft hij zich tot veler verwondering echter uitdrukkelijk uitgesproken voor de Catalaanse onafhankelijkheid, moe van het in zijn ogen totaal gebrek aan compromisbereidheid van de Spaanse staat.
Op 25 juli 2014 kwam Pujol in opspraak toen hij bekendmaakte dat hij een belangrijke som geld die hij van zijn vader geërfd zou hebben, meer dan dertig jaar lang in het zwart in een Andorraanse bank belegd had. Deze bekentenis wekte grote teleurstelling bij velen, voor wie Pujol wegens zijn verleden in de weerstand tegen Franco en zijn realisaties in de opbouw van het land na de dictatuur, een morele autoriteit was.
- Biblioteca Nacional de España: XX1058349
- Bibliothèque nationale de France: cb11987726t (data)
- Catàleg d'autoritats de noms i títols de Catalunya: 981058514024006706
- CiNii: DA11443626
- Gemeinsame Normdatei: 119324008
- International Standard Name Identifier: 0000 0000 8077 6650
- Library of Congress Control Number: n79021839
- Nationale Bibliotheek van Tsjechië: jn20030424004
- Nationale en Universitaire bibliotheek Zagreb: 000118128
- Nederlandse Thesaurus van Auteursnamen: 13467314X
- Réseau des bibliothèques de Suisse occidentale: 02-A003716369
- Istituto Centrale per il Catalogo Unico: NAPV093766
- Système universitaire de documentation: 028663705
- Virtual International Authority File: 68938023
- WorldCat: E39PBJthbcppqFjCJ9Ptp734v3